# 세종대왕면
세종대왕면(世宗大王面)은 경기도 여주시의 면이다. 옛 이름은 능서면(陵西面)이다.

## 개요
세종대왕면은 여주시의 서북부에 위치하고, 주민의 43%가 농업 종사하고 있으며, 평야지대가 펼쳐진 전형적인 농업 지역으로 여주쌀의 주산지이다. 조선 4대 세종대왕 및 소헌왕후의 합장릉인 영릉(英陵)과 제17대 효종 및 인선왕후의 쌍릉인 영릉(寧陵)이 왕대리에 소재한다. 면 이름을 ‘세종대왕면’으로 개칭하려고 하였으나, 찬반이 엇갈려 잠정 보류되었으며, ‘영릉면’·‘명품면’·‘왕터면’ 등의 명칭이 제안되기도 하였다가, 12월 23일 여주시 의회에서 여주시 읍·면·동리 명칭과 구역에 관한 조례 일부개정 조례안이 통과되어, 2022년 1월 1일에 능서면에서 세종대왕면으로 명칭이 변경되었다.

## 법정리
- 매류리(梅柳里)
- 매화리(梅花里)
- 양거리(兩巨里)
- 백석리(白石里)
- 신지리(新池里)
- 용은리(龍隱里)
- 왕대리(旺垈里)
- 광대리(廣大里)
- 구양리(九陽里)
- 내양리(內楊里)
- 마래리(馬來里)
- 번도리(番都里): 면 행정복지센터 소재지
- 오계리(梧溪里)